# E-Plus
|  | Aquest article tracta sobre l'operador de telecomunicacions. Si cerqueu el programa P2P, vegeu «EMule Plus». |

E-Plus era un operador de telecomunicacions mòbil en Alemanya. Amb 15.0 milions de subscriptors el 2007, E-Plus era el tercer operador mòbil més gran d'Alemanya, després de T-Mobile (30.7 milions de subscriptors) i de Vodafone (30.4 milions de subscriptors). Pertanyia al grup neerlandès KPN fins que l'octubre de va ser adquirida per Telefónica Deutschland Holding.
Van concedir a la companyia la primera llicència DCS-1800 (GSM-1800 retitulat posterior) d'Alemanya el 1993. Un terme de la llicència era que cap altre operador de xarxa mòbil podria ser iniciat en el termini de tres anys del començament de la xarxa.

## Competidors
- T-Mobile
- Vodafone
- O2